# Con Man
Pour plus de détails, voir Fiche technique et Distribution.
Con Man est un film américain, sorti en 2003.

## Synopsis
Documentaire sur James Hogue.

## Fiche technique
- Titre : Con Man
- Réalisation : Jesse Moss
- Scénario : Jesse Moss et David Samuels
- Photographie : Frank G. DeMarco, Tony Hardmon et Elia Lyssy
- Son : Brad Rapa
- Montage : Youna Kwak et Jesse Moss
- Musique : Jack Livesey
- Production :
- Société de production : HBO Films
- Pays d'origine : États-Unis
- Format : Couleurs
- Genre : documentaire
- Durée : 93 minutes
- Date de sortie : 2003

## Distribution
- James Hogue : lui-même